# Dephomys eburnea
Dephomys eburnea är en däggdjursart som först beskrevs av Heim de Balsac och Bellier 1967.  Dephomys eburnea ingår i släktet Dephomys och familjen råttdjur. Inga underarter finns listade i Catalogue of Life.
Denna gnagare förekommer i Liberia och Elfenbenskusten. IUCN räknar populationen till Dephomys defua.